# Salvador Reyes
Pour les articles homonymes, voir Reyes.
Salvador Reyes (né le 20 septembre 1936 et mort le 29 décembre 2012)est un footballeur mexicain au poste d'attaquant.

## Biographie
Il a disputé trois coupes du monde avec l'équipe du Mexique, en 1958, 1962 et 1966. Il a notamment disputé le match du 10 mai 1961 face à l'Angleterre, la plus lourde défaite de l'histoire de l'équipe du Mexique (0-8). Il a marqué 14 buts lors de ses 49 sélections avec le Mexique entre 1955 et 1966. 
Avec 122 buts, il est le meilleur buteur de l'histoire du Club Deportivo Guadalajara avec lequel il a remporté 7 fois le championnat du Mexique.
Le samedi 19 janvier 2008 il est titularisé lors du match Club Deportivo Guadalajara-Pumas UNAM à l'âge de 71 ans. Il devient à cette occasion le plus vieux joueur à avoir participé à un match d'une première division professionnelle dans le monde. L'attaquant est sorti après 50 secondes et deux ballons touchés. Cette initiative avait été organisée par les dirigeants de Chivas et avait pour objectif de rendre hommage à la génération Reyes et au meilleur buteur du club.